# NGC 1467
NGC 1467 è una galassia lenticolare situata nella costellazione dell'Eridano, a una distanza di circa 318 milioni di anni luce dalla nostra Via Lattea.

## Scoperta
La galassia è stata scoperta nel 1886 dall'astronomo statunitense Frank Muller.